# Wael El-Quabbani
Wael El-Quabbani (ar. وائل القباني, ur. 2 września 1976 w Bahtim) – egipski piłkarz grający na pozycji obrońcy.

## Kariera klubowa
Karierę piłkarską El-Quabbani rozpoczął w klubie Aswan SC. Od 1996 do 1999 roku grał w jego barwach w drugiej lidze egipskiej. Latem 1999 przeszedł do zespołu Kairu, Zamalek Sporting Club. Zadebiutował w jego barwach w pierwszej lidze egipskiej. W 2000 roku osiągnął swój pierwszy sukces w karierze - zdobył Puchar Zdobywców Pucharów. W 2001 roku wywalczył swoje pierwsze w karierze mistrzostwo kraju. W 2002 roku wygrał z Zamalekiem Ligę Mistrzów (0:0, 1:0 w finale z Rają Casablanca) i zdobył Puchar Egiptu oraz Superpuchar Afryki. Z kolei w latach 2003 i 2004 dwukrotnie z rzędu wywalczył mistrzostwo kraju. Jesienią 2004 został na pół roku wypożyczony do Al-Wahdy ze Zjednoczonych Emiratów Arabskich. W Zamaleku grał do 2007 roku.
Latem 2007 El-Quabbani przeszedł do zespołu Itesalat z kairskiej dzielnicy Nasr. W 2009 roku spadł z nim z pierwszej do drugiej ligi. W 2015 roku zakończył w nim swoją karierę.
| Sezon   | Klub        | Kraj                         | Rozgrywki  | Mecze | Bramki |
| ------- | ----------- | ---------------------------- | ---------- | ----- | ------ |
| 1996/97 | Aswan SC    | Egipt                        | II. liga   | ?     | ?      |
| 1997/98 | Aswan SC    | Egipt                        | II. liga   | ?     | ?      |
| 1998/99 | Aswan SC    | Egipt                        | II. liga   | ?     | ?      |
| 1999/00 | Zamalek SC  | Egipt                        | I. liga    | 5     | 0      |
| 2000/01 | Zamalek SC  | Egipt                        | I. liga    | 11    | 0      |
| 2001/02 | Zamalek SC  | Egipt                        | I. liga    | 17    | 0      |
| 2002/03 | Zamalek SC  | Egipt                        | I. liga    | 24    | 3      |
| 2003/04 | Zamalek SC  | Egipt                        | I. liga    | 19    | 5      |
| 2004/05 | Al-Wahda FC | Zjednoczone Emiraty Arabskie | UAE League | ?     | ?      |
| 2004/05 | Zamalek SC  | Egipt                        | I. liga    | 15    | 1      |
| 2005/06 | Zamalek SC  | Egipt                        | I. liga    | 10    | 2      |
| 2006/07 | Zamalek SC  | Egipt                        | I. liga    | 25    | 0      |
| 2007/08 | Itesalat    | Egipt                        | I. liga    | ?     | ?      |
| 2008/09 | Itesalat    | Egipt                        | I. liga    | ?     | ?      |
| 2009/10 | Itesalat    | Egipt                        | II. liga   | ?     | ?      |
| 2010/11 | Itesalat    | Egipt                        | II. liga   | ?     | ?      |
| 2011/12 | Itesalat    | Egipt                        | II. liga   | ?     | ?      |
| 2012/13 | Itesalat    | Egipt                        | II. liga   | ?     | ?      |
| 2013/14 | Itesalat    | Egipt                        | II. liga   | ?     | ?      |
| 2014/15 | Itesalat    | Egipt                        | II. liga   | ?     | ?      |

## Kariera reprezentacyjna
W reprezentacji Egiptu El-Quabbani zadebiutował 10 października 2003 roku w wygranym 1:0 towarzyskim spotkaniu z Senegalem. W 2004 roku wystąpił w jednym spotkaniu Pucharu Narodów Afryki 2004 z Kamerunem (0:0). Od 2003 do 2004 roku rozegrał w kadrze narodowej 7 meczów.